# Кашина Бергамина (Милано)
Кашина Бергамина је насеље у Италији у округу Милано, региону Ломбардија.
Према процени из 2011. у насељу је живело 33 становника. Насеље се налази на надморској висини од 133 м.